# 김호규
김호규(金虎圭, 1911년 11월 22일 ~ 1961년 8월 5일)는 일제강점기의 조선귀족 출신 관료, 사회운동가로, 해방 후 반민특위에 기소되기도 했다. 본관은 장동, 본적은 서울특별시 종로구 인사동이며 자작 김성근의 손자이다. 독립운동가 서재필의 양 외종질이 된다.
1919년 12월 27일 할아버지 김성근에게서 자작 작위를 상속받았으나 1930년대까지 양자관련 소송의 잡음이 있었다. 할아버지 김성근은 그를 큰아버지 김병칠이 죽은 뒤 사후양자로 삼았다가, 이것이 문제가 되어 1930년대까지 작위 무효 소송, 토지 무효 소송 등에 시달림당했다.

## 생애

### 생애 초반
김호규는 김성근(金聲根)의 첩 유씨(劉氏) 소생 서자인 김병팔(金炳八)의 아들로 태어났다. 고조부는 김이회(金履會), 증조부는 공조판서와 판부사를 지낸 김온순(金蘊淳)이다. 1890년 무렵 승정원승지를 지낸 김병억(金炳億)은 그의 당숙이 된다. 공조판서와 한일 합방 후 자작을 지낸 할아버지 김성근은 정실에게서 본 아들들이 일찍 사망하자, 아들이 없어 결국 서자 김병팔(金炳八) 아들인 그를 정실 자식의 양자로 입양하였다.
본부인에게서 적자가 없던 김성근은 첩 유씨의 아들인 김병칠을 적자로 삼았다. 따라서 매일신보 기사에는 김병팔을 실제(實弟)라고 하였다.
그의 대고모의 양자가 서재필로 서재필은 그의 내종숙, 그는 서재필의 내종질간이었다. 또한 내종숙인 서재필은 그의 할아버지이자 서예가, 학자인 김성근의 문하생이기도 했다. 갑신정변의 지도자였던 김옥균의 일족이었다. 그러나 김옥균이 역적으로 단죄되었으므로 돌림자를 바꿔서 이름을 규로 지었다.

### 작위 소송 분쟁
1919년 12월 27일 자신의 할아버지였던 김성근이 받은 자작 작위를 승계받았다. 그런데 1930년대까지도 그의 생부 김병팔이 소송을 제기하면서 문제가 되었다. 문제가 되자 그의 양어머니인 김발귀(金發貴)는 양자 무효 소송을 내기도 했다. 김병팔(金炳八)은 김성근의 서자로, 측실 유씨(劉氏) 소생이었다. 생부 김병팔은 자기가 김성근 생전에 태어난 자식이라 하여 작위는 자신이 받아야 된다고 적형의 양자로 간 김호규와 적형수를 상대로 소송을 제기했다.
생부 김병팔은 자기가 김성근 생전에 태어난 자식임을 주장하였으나, 김병팔의 신분은 서자였고 그의 소송은 결국 무효가 되고 말았다.
1931년 12월 1일 일본 정부로부터 종5위에 서위되었다. 1932년 3월까지 생부 김병팔은 소송을 제기했고, 당숙인 김병억 등이 개입했지만 결국 조정에 실패하고 만다. 이 싸움은 김호규와 김호규의 양어머니 김발귀 사이에 양자무효소송으로 가게 되었다. 3월 6일에는 김발귀가 그를 상대로 양자 무효소송을 냈다.
1935년 도쿄 제국대학 문학부 사회학과에 입학했고 1938년 3월 대학을 졸업했다.

### 양자 무효화 소송
그러나 1932년부터는 그의 양어머니인 김발귀가 다시 양자 무효소송을 제기하였다. 1932년 3월의 소송에서 패한 김발귀는 계속 김호규를 상대로 양자무효소송을 제기하였다. 김발귀는 1936년 3월 다시 소송을 제기하여 김호규가 남편 김병칠의 양자가 아니라는 확인소송을 걸었다.
김성근이 정실의 양자로 들인 김병칠은 1913년(다이쇼 2년) 양아버지 김성근보다 먼저 사망했다. 그러자 김성근은 김병칠의 사후 자신의 서자인 김병팔의 외아들 김호규를 김병칠의 양자로 삼았다.
김병칠은 1913년(다이쇼 2년) 11월 28일에 사망했다. 김병칠은 다시 자신의 서자 아들인 김옥규(金玉圭)에게 유산을 상속하였으나 김옥규는 1913년(다이쇼 2년) 8월 12일에 자신의 아버지 김병칠보다 먼저 사망했다. 결국 김옥규의 적모이자 김병칠의 아내인 김발귀가 김성근 사후 유산을 물려받았지만 여자라 하여 서시동생이자 양아들의 생부인 김병팔에게 토지를 대신 관리하게 했다. 그런데 김병팔이 소화 7년 이 땅은 내 아들 김호규 몫이라고 주장하고 명의를 김발귀 명의가 아닌 김호규 명의로 돌리면서 문제가 발생했다. 이에 김발귀는 남편의 첩이 낳은 김옥규 사후 정당하게 자신이 소송받은 몫이라고 소송을 제기하기에 이르렀다.
김발귀는 충청남도 홍성군 구항면에 있는 재산 소송을 걸었다. 남편 김병칠이 시아버지 김성근에게 증여받은 것임을 들어 소송을 제기한 것이다. 그러나 김발귀는 이 소송에서도 패배하고 만다.

### 정치 활동
1937년 8월 25일 동요회(同耀會) 발기인과 이사로 참여하는 한편 국방헌금 헌납에 적극 참여했다. 1937년 12월 중일 전쟁 당시 일본군의 난징 함락을 지지하는 글을 기고했으며 1938년 1월 조선에서 실시된 지원병 제도를 적극 지지하는 글을 기고했다. 1938년 다시 동요회 이사에 선출되었다.
1938년 조선실업구락부 회원을 역임했고 1939년부터 1942년까지 조선총독부 내무국 지방과 촉탁으로 근무했다. 1941년 3월에 열린 대동아공영권 확립에 관한 연설에서 도쿄 회의(대동아공영권에 대한 회의)에 대한 지지 의사를 표명하는 등 일본의 침략 전쟁을 적극 지지했다. 1940년 일본 기원 2600년 축전 기념 초대자로 선정되었고 1940년 11월 10일 일본 정부로부터 기원 2600년 축전 기념장을 받았다. 1942년 12월 28일 일본 정부로부터 종4위에 서위되었으며 그해 8월 광복 이후 칩거하였다.

### 생애 후반
1949년 1월 반민족행위특별조사위원회에 체포되어 조사를 받았으나 반민특위의 해체로 그해 2월에 풀려났다.
친일파 708인 명단의 조선귀족 부문, 민족문제연구소의 친일인명사전 수록자 명단의 수작/습작 부문, 친일반민족행위진상규명위원회가 발표한 친일반민족행위 705인 명단에 포함되었다.

## 가족 관계
- 할아버지 : 김성근(金聲根, 1835년 - 1919년)
- 할머니 : 이름 미상
- 양 아버지 : 김병칠(金炳七, ? - 1913년 11월 28일)
- 양 어머니 : 김발귀(金發貴)
- 양 서모 : 이름 미상
  - 양 이복동생 : 김옥규(金玉圭, ? - 1913년 8월 12일) - 양아버지 김병칠의 서자
- 친 할머니 : 유씨(劉氏), 할아버지 김성근의 첩
  - 큰아버지 : 김병칠 - 서자였는데 할아버지 김성근이 본부인의 아들로 성서탈적시켰다.
  - 친 아버지 : 김병팔(金炳八), 할아버지 김병팔(金炳八)의 서자
- 친족 : 15촌 김옥균(金玉均)

## 참고자료
- 친일반민족행위진상규명위원회 (2009). 〈김호규〉. 《친일반민족행위진상규명 보고서 Ⅳ-3》. 서울. 653~664쪽.
- 이강수, 《반민특위 연구》 (나남출판, 2003)[쪽 번호 필요]